# Trequanda
Trequanda ist ein Ort mit 1155 Einwohnern (Stand 31. Dezember 2023) in der Provinz Siena, Region Toskana in Italien.

## Geografie

Lage von Trequanda in der Provinz Siena

Der Ort erstreckt sich über 64,10 km². Er liegt zwischen den Tälern des Asso und des Chiana unweit der Landschaft Crete Senesi ca. 40 km südöstlich der Provinzhauptstadt Siena und ca. 95 km südöstlich der Regionalhauptstadt Florenz in der klimatischen Einordnung italienischer Gemeinden in der Zone E, 2 115 GG. Durch das Gemeindegebiet fließen die Torrenti Asso (6 von 38 km im Gemeindegebiet) und Trove (6 von 16 km im Gemeindegebiet). Trequanda gehört zum Bistum Montepulciano-Chiusi-Pienza.
Zu den Ortsteilen (frazioni) zählen Castelmuzio (443 m, ca. 260 Einwohner) und Petroio (487 m, ca. 330 Einwohner).
Die Nachbargemeinden sind Asciano, Montalcino, Pienza, Rapolano Terme, Sinalunga und Torrita di Siena.

## Geschichte
Erstmals erwähnt wurde Trequanda 1198. Die Burg der seneser Grafen Cacciaconti della Scialenga entstand am Anfang des 13. Jahrhunderts. Ab 1255 unterstand der Ort der seneser Gerichtsbarkeit. Im Konflikt zwischen Florenz (Guelfen) und Arezzo (Ghibellinen) trat Trequanda an der Seite von Florenz auf und wandte sich zudem gegen Siena. Nach dem Sieg der Guelfen in der Schlacht von Campaldino bei Poppi 1289 wurde der Ort von Siena zerstört. Danach geriet der Ort unter die Herrschaft der Franzesi aus Staggia Senese, die, in Schwierigkeiten geraten, den Ort 1309 wieder an Siena abtraten. Im Konflikt zwischen Siena und Florenz wurde der Ort 1552 von Florenz erobert und verblieb nach der endgültigen Niederlage Sienas 1555 im Großherzogtum Toskana.

## Sehenswürdigkeiten

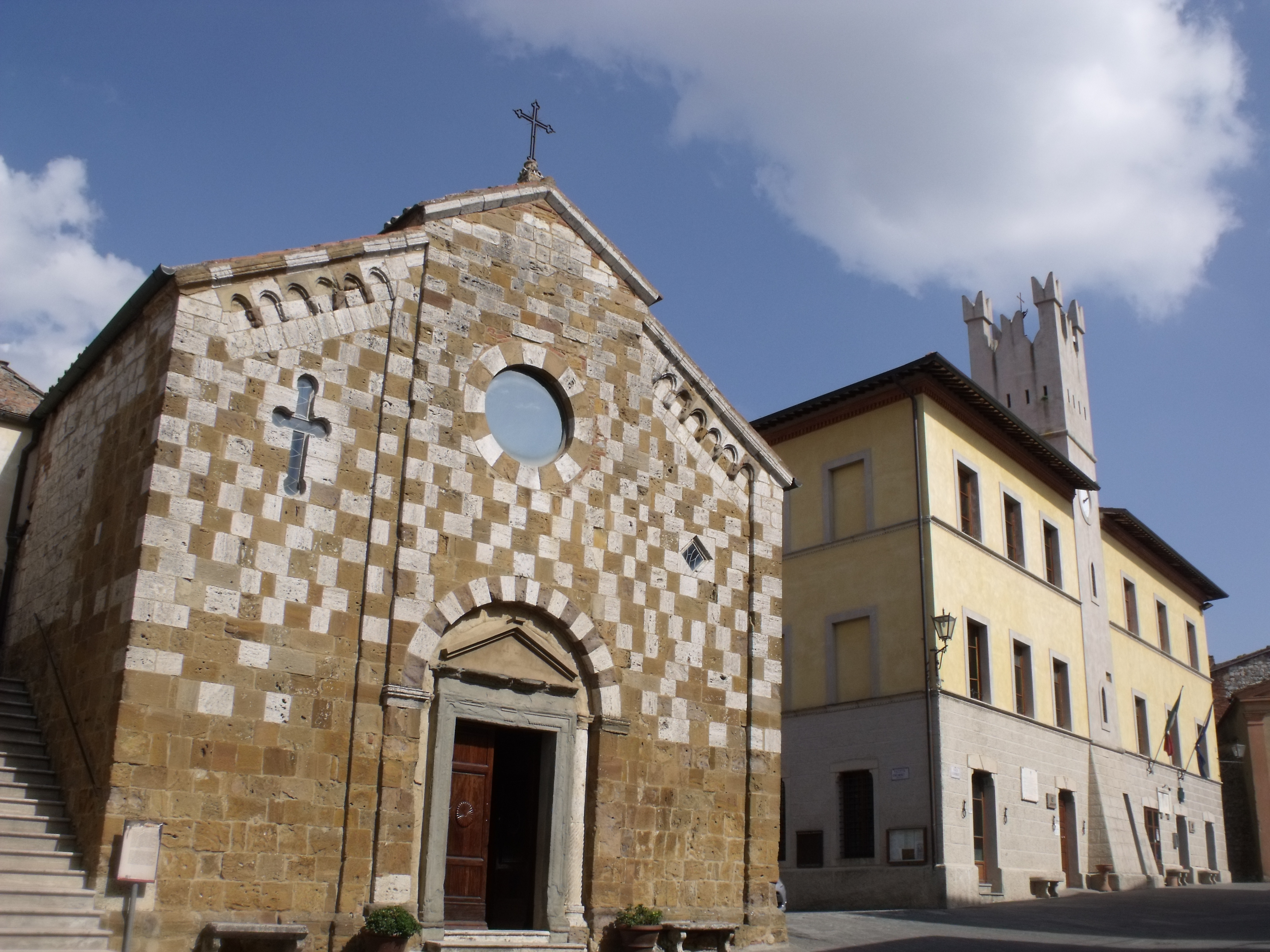
Die Kirche Chiesa dei Santi Pietro e Andrea und das Rathaus von Trequanda

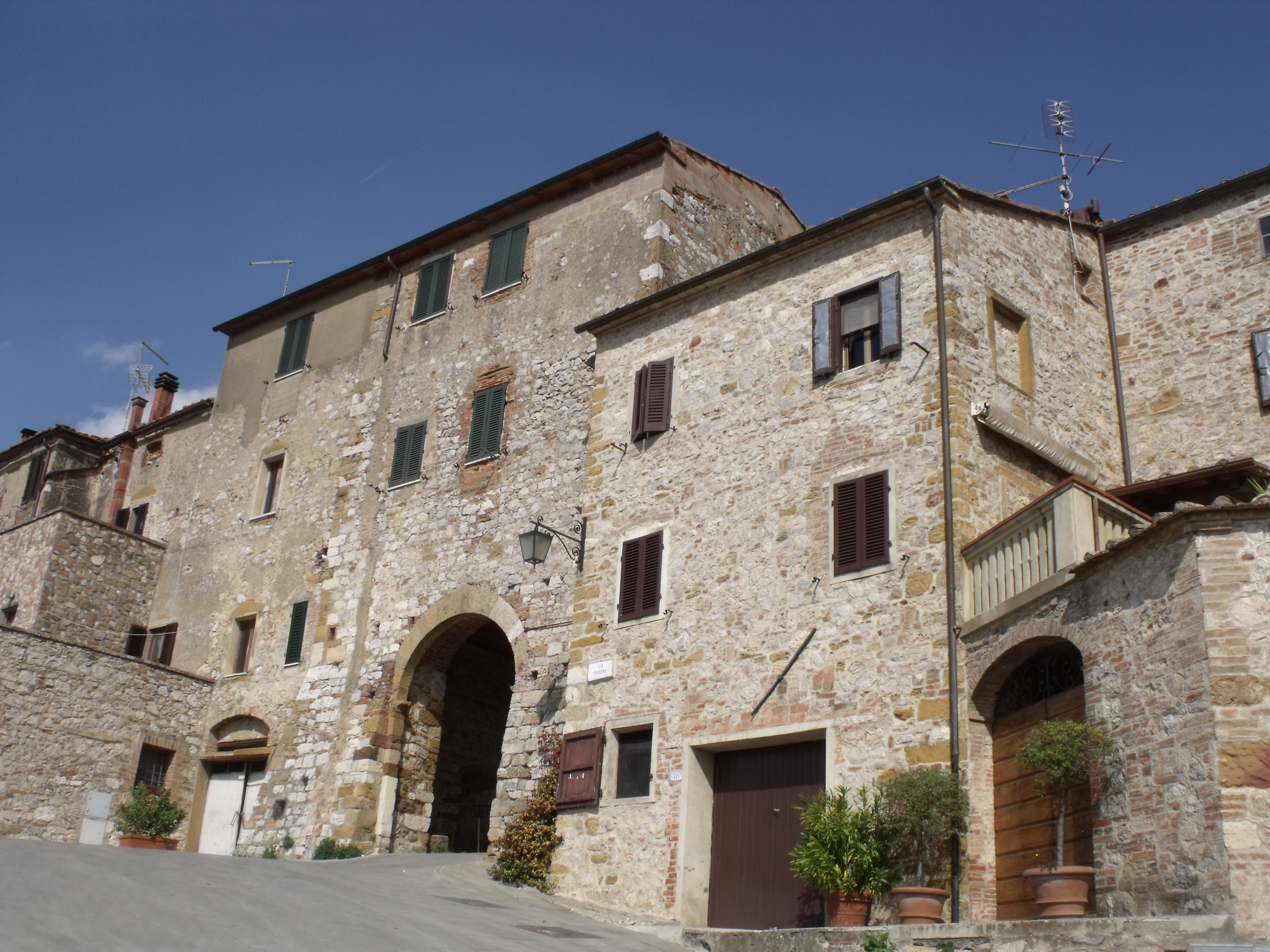
Das Tor Porta al Sole

- Castello Cacciaconti, Burg im Ortskern
- Chiesa dei Santi Pietro e Andrea, Kirche im Ortskern aus dem Jahr 1327, enthält die Werke Ascensione von Sodoma (Fresko), Madonna col Bambino e Santi von Giovanni di Paolo (Flügelaltar) und Madonna col Bambino von Andrea Sansovino.[7]
- Chiesa della Compagnia dell’Immacolata Concezione, Kirche im Ortskern, der Burg anliegend. Enthält aus dem 17. Jahrhundert einen Altar und das Leinwandbild  Immacolata Concezione (unbekannter seneser Künstler).[7]
- Stadttore Porta al Sole, Porta al Leccio und Porta a Buggea (Haupttor, nicht mehr vorhanden)
- Oratorio di Santa Maria della Neve, auch als Chiesa del Sodo bekannt, Kirche kurz außerhalb des Ortskerns. Die Fassade stammt aus dem 18. Jahrhundert, das Gebäude ist aber wahrscheinlich wesentlich älter.[7]
- Badia di Santa Maria a Sicille, 1263 entstanden Abtei, die ca. 5 km südöstlich vom Hauptort an der Straße nach Petroio liegt. Entstand durch den Templerorden und ging nach dessen Auflösung 1311 an die Olivetaner. Die Fresken aus dem 15. Jahrhundert innerhalb der Kirche wurden erst 1939 wiederentdeckt.[7]
- Pieve di Sant’Andrea in Malcenis, Kirchenruine an der Straße nach Asciano, die bereits im 8. Jahrhundert erwähnt wurde.[7]
- Chiesa di Santa Maria Assunta, Kirche im Ortsteil Castelmuzio.
- Chiesa dei Santi Pietro e Paolo im Ortsteil Petroio, enthält das Werk Madonna col Bambino von Taddeo di Bartolo.
- Chiesa di San Giorgio, Kirche im Ortsteil Petroio.
- Chiesa di Sant’Andrea, Kirche im Ortsteil Petroio.
- Chiesa della Compagnia del Corpus Domini, ehemalige Kirche/Kapelle der Burg in Petroio.
- Chiesa della Madonna della Rosa, Kirche kurz außerhalb von Petroio.
- Cappella della Madonna del Parto, Kapelle kurz außerhalb von Petroio in Richtung Castelmuzio.
- Oratorio della Confraternita della Santissima Trinità e di San Bernardino, Oratorium in Castelmuzio.
- Pieve di Santo Stefano a Cennano, Pieve kurz außerhalb von Castelmuzio.
- Museo d’arte sacra, Museum im Ortsteil Castelmuzio.
- Museo della Terracotta, Keramikmuseum im Ortsteil Petroio.

## Auszeichnungen
- Trequanda ist Träger der Bandiera Arancione des TCI.